# Paisios (Larentzakis)
Paisios (světským jménem: Dimitrios Larentzakis; * 28. ledna 1974, Heráklion) je řecký duchovní Konstantinopolského patriarchátu, biskup apamejský a vikář rakouské metropolie.

## Život
Narodil se 28. ledna 1974 v Heráklionu.
Základní vzdělání získal v Heráklionu a poté nastoupil na Rizarioskou bohosloveckou školu. Následně absolvoval bohoslovecký institut Athénské univerzity.
Roku 1998 byl v monastýru svatého Jiří Epanosífi ve vesnici Metaxochori metropolitou lampijským, syvritoským a sfakijským Irenaiem (Mesarchakisem) postřižen na monacha se jménem Paisios a byl rukopoložen na hierodiakona.
Roku 2000 byl arcibiskupem kretským Timotheem (Papoutsakisem) rukopoložen na jeromonacha a byl povýšen na archimandritu.
V letech 2001–2006 sloužil v metropolii Petra a Chersonisos.
Od roku 2015 sloužil v jurisdikci alexandrijského patriarchátu a o rok později se stal protosynkelem rakouské metropolie.
Dne 29. srpna 2018 jej Svatý synod Konstantinopolského patriarchátu zvolil biskupem apamejským a vikářem rakouské metropolie.
Dne 20. října 2018 proběhla v katedrálním chrámu Svaté Trojice ve Vídni jeho biskupská chirotonie. Světiteli byli metropolita rakouský Arsenios (Kardamakis), metropolita francouzský Emmanouil (Adamakis), metropolita rethymnoský a avlopotamoský Evgenios (Antonopoulos), metropolita španělský a portugalský Polykarpos (Stavropoulos), metropolita neakriniský a kalamarijský Ioustinos (Bardakas), biskup lefkajský Evmenios (Tamiolakis) a biskup christopoliský Makarios (Griniezakis).
Svou službu vykonává v Budapešti v rámci maďarského exarchátu, který je součástí rakouské metropolie.